# デッドプール
デッドプール（英: Deadpool）、ウェイド・ウィルソンは、マーベル・コミックの出版する作品に登場する架空のスーパーヒーロー。日本では「デップー」と略称されることもある。

## 概要
ライターのファビアン・ニシーザとアーティストのロブ・ライフェルドによって創造され、1991年2月出版の“New Mutants #98”に初登場した。
1997年1月からレギュラーシリーズの刊行が開始。善悪に拘らないトリックスターのような特異なキャラクター性から、コメディ・リリーフを担当することもある。
エンパイアの”The 50 Greatest Comic Book Characters”（偉大なコミックブックのキャラクタートップ50）で45位、  IGNの“Top 100 Comic Book Heroes“（コミックブックのヒーローTOP100）の31位にランクインしている。また、テレビ東京のテレビアニメ『ディスク・ウォーズ:アベンジャーズ』の放送中には、同局の公式サイト「あにてれ」にて行われた、「ディスク・ウォーズ：アベンジャーズ　人気No.1ヒーロー＆ヴィランは誰だ？キャラクター人気投票!!」にて、ヒーロー部門の1位に輝いている。

### デスストロークとの関係
ロブ・ライフェルドはDCコミックスが出版する『ティーンタイタンズ』のファンであり、敵対するスーパーヴィランのデスストロークを模してキャラクターを創造した。デッドプールのデザインや本名もデスストロークを意識して付けられた。本名が似ている理由は、デッドプールとデスストロークが遠い親戚かもしれないという遊び心から。
原典のDCコミックスでは、『アース3』という善と悪の立場が逆転した平行世界で、デッドプールとデスストロークの関係性がネタにされた。『アース3』では、バットマンとオウルマン、スーパーマンとウルトラマンなど、『アース1』でのヒーロー時の名前と『アース3』でのヴィラン時の名前が別であることが多く、『アース3』でのデスストロークも「デッド…」という別の名前を名乗ろうとしているが、毎回、他のキャラクターのセリフや何らかのアクシデントによって名乗りを妨害されている。

## 経歴
アメリカ・オハイオ州の小さな町に生まれたウェイドは、劣悪な環境で育ち、耐え切れず家出する。
軍の特殊部隊で訓練を受けたのち、暗殺者となって日本へ渡り相撲部屋に入門、親方の暗殺を依頼されるがこれを断ってアメリカへ戻る。やがてカナダ国籍を取得し、ミュータントであるヴァネッサ/コピーキャットと恋に落ちるが、ウェイドは癌に侵される。癌の治療のため『ウェポンX』計画から派生した実験に参加、ウルヴァリンから抽出されたヒーリング・ファクターを注射されて一命を取り留めるが、この影響で癌細胞が突然変異して暴走し、表皮まで浸食される。それによって狂気に陥ったウェイドは、幽体離脱状態で死の神デスと出会い、相思相愛の仲になる。だがデスは人間世界の存在ではなく地上には現れないことから、死んでデスに会う目的で、自らを含む被験者を虐待するフランシス・フリーマン/エイジャックスを侮辱し、一時的に死亡するものの、研究者が自分の身体を弄んだことや仲間を殺されたことへの恨み、および自責の念が絡まりあった結果、ヒーリング・ファクターが暴走して生き返ってしまう。息を吹き返したウェイドは、自作の赤いタイツスーツを纏って研究者たちを皆殺しにし、エイジャックスへの復讐を果たす。この出来事からミューテイツ (Mutate) としての人生を歩むことになり、「赤き傭兵」デッドプールとして活動する。
第1期レギュラーシリーズからコミックス内では黄色い吹き出しが使われるようになり、頭の中で会話もするようになった。この頃から、他人の不手際で酷い目に遭っても痛みはあるが死なない能力や、暴走した癌腫瘍によるマスクの下の醜い顔などから、時には読者にも愚痴を溢すクレイジーかつコミカルなキャラクターが確立された。また、デスに片思いしているサノスによって、デスと会えないよう「不死の呪い」をかけられ、例えどのような状況にあろうと死ねなくなっている。
第2期シリーズでは、シークレット・インベージョンなどとクロスオーバーし、スクラルの情報を盗み出してサンフランシスコに拠点を移したX-MENの下に押し掛けたりした。
不幸続きの自分の人生に絶望し、ハルクを怒らせて自殺を図ったものの、彼の力でバラバラにされても生き返ったデッドプールは、精神病院に収容される。そこでスタッフとして勤務していたエラ・ホイットピーはデッドプールのファンで、彼のバラバラにされた身体を集めていた。それらが融合し、凶悪なイーヴィル・デッドプールとなり、キャプテン・アメリカたちがこれを倒す。のちに死への憧れを強めたデッドプールが、特殊な血清を用いて再度自殺を図ると、ヒーリング・ファクターの効果が失われ、顔が醜くなる前の状態に戻った。その後デッドプールに復讐をたくらむヴィランを火炎放射で撃退する際に、顔面に火傷を負って醜い顔に逆戻りするが、血清の効果は一時的なものだったため、ヒーリングファクターが復活して、再び癌腫瘍の顔になった。
第3期シリーズではサキュバスの女王シクラーと結婚した。その後の詳細は不明。

## 能力
ヒーリング・ファクター
ウルヴァリンのヒーリング・ファクターを移植されて再生能力を獲得した上に、サノスに『不死の呪い』をかけられてしまったことにより、死ぬことが全く出来ない不死身体質となった。それにより、たとえ頭が体から切り離されてもくっつければ部位の状態に関係なく元に戻る。また肉体の老化もなく、メシア・ウォーの際には800年後の未来世界にも登場した。
第四の壁を越える
自分が漫画のキャラクターだと自覚しており、読者に語り掛けたり編集部に文句を言ったりする。この能力は多数のクロスオーバー作品やスピンオフ作品に登場する際にも披露される。
テレポーテーション
厳密には彼自身の潜在能力ではなく、所持品を使用することによるもの。小型の特殊装置を使い瞬間移動する。但し、電池切れや、ケーブルの能力に引っ張られるなどのトラブルが多く、たまにしか使えない。
戦争経験
白兵戦や射撃の技術。職業柄、殺人を躊躇しない。
剣術
刀剣を使った戦いにも優れており、二刀流で戦う。

## 武器
日本刀
背中に装備している。一見普通の日本刀に見えるが、実はウルヴァリンの爪の成分である「アダマンチウム」が刀身に用いられた、特殊なもの。
ハンドガン
デッドプールの代表的な所持武器。もともと傭兵であることから、メインの飛び道具として必要不可欠であり、常に携帯している。
手榴弾
ボール状の手榴弾で、ハンドガンに次いで使用頻度の高い武器。
ナイフ
暗器として用いることが多く、日本刀より使用頻度は低め。

## 交友関係
多くのヒーローのもとにゲスト出演しているため、ヒーローにもヴィランにも顔が売れている。
ケーブル
一時的に体を融合していたためDNAがミックスされている。ハウス・オブ・Mの改変世界では、赤ん坊になってしまったケーブルの面倒をデッドプールが見ている。メシア・ウォーの際にも未来世界でケーブルたちを助けた。『セカンド・カミング』でケーブルが死亡した際には、ケーブルの扮装をして、ケーブルとの思い出の地であるヨーロッパの独裁国家ルメキスタンの政府を打倒し、民衆を解放した。
タスクマスター
デッドプールと同じ傭兵。フードマントとドクロの仮面を身につけ、キャプテン・アメリカのシールドを模した盾と、ソーズマンの剣を模した長剣を装備している。見たものを完璧に覚えて、修行の後に模倣できるスキル『フォトグラフィック・リフレクシズ（写真的反射）』の持ち主。キャプテンアメリカの盾術など様々なヒーローやヴィランの格闘技術を身につけており、怪力や超能力など先天性の力を持たない反面かなりの戦闘能力と経験を持っている。また、教官としても優秀で確たる信念はないものの様々な組織で戦闘員の育成を行なっている。彼にとって戦いとはビジネスであり金次第で動く為、時に味方時には敵になるが、沢山の交流関係を築き上げていることから敵味方の関係を通り越して腐れ縁になっている。HAMMER長官となったノーマン・オズボーンの下で働いていたが、デッドプールに誘われて一緒にオズボーンの財産を盗み、アズガルド侵攻に失敗したオズボーンに見切りをつけ日本へ逃走した。色々な組織に雇われその内情を熟知している為、10億ドルもの賞金を懸けられている。
スパイダーマン
デッドプールが一方的に絡んでいる。『MONKEY BUSINESS』ではアパートに押し掛けられそうになったり、メイド服姿を見せつけられたりしている。
パニッシャー
単独行動がメインの過激な描写があるキャラクターで、イベント後にスピンオフが出るなど、デッドプールと似たようなポジションだが、共闘することもある。勘違いが原因だったが、デッドプールが不死身なのを理解している上で復活する度に、全力で殺しにかかってきた。レッドハルクが組織したサンダーボルツのチームメイトでもある。メンバーはレッドハルク、エージェント・ヴェノム、エレクトラを含めた5人。
ボブ
ヒドラの戦闘員。デッドプールがヒドラに潜入した時に出会い、手下にした。ヒドラから抜けた後もデッドプールの使い走りをやらされている。
ウィーゼル
デッドプールの協力者。様々な武器を提供する。
ブラインド・アル
デッドプールの協力の1人。彼の親代わり的な立場であり、非常に頭が切れる為、多くのアドバイスをする。

## その他のメディア

### 映画
『ウルヴァリン:X-MEN ZERO』
ミュータントで構成された特殊部隊「チームX」の一人、ウェイド・ウィルソンとして登場。
ライアン・レイノルズが演じる。日本語吹き替えは加瀬康之が担当。
日本刀などの手持ちの武器を超振動させて切断力を高めることができる特殊能力と、自身に連射されるマシンガンからの銃弾を全て見切って斬り落とせるほどの身体能力を持つミュータント。おしゃべりで減らず口をよく叩く。
映画後半では、ミュータントキラー「デッドプール」として働く生体兵器「ウェポンXI(イレブン)」に変貌を遂げて登場する。複数のミュータント能力を移植された上に、命令のみに従うように自我を失わさせられ、彼の無駄口を煩わしく思っていたストライカーによって口まで縫合されてしまった。
エンドロール終了後には、瓦礫の中で本体の手が何かを探すように動き、頭部に触れた瞬間に蘇生。いつの間にか縫合が解けた口で、画面越しの鑑賞者側にカメラ目線で「シィー」と口止めを求めるような声を発した。
『デッドプール』
2016年に公開の映画。初の単独主演映画。
上記の『ウルヴァリン: X-MEN ZERO』では設定を一部流用した全く別のキャラクターだったが、こちらは原作のキャラクターに忠実に製作されている。
日本語での一人称は「俺」および「俺ちゃん」。
2018年には第2作『デッドプール2』が公開され、2024年には第3作『デッドプール&ウルヴァリン』が公開。

### アニメ
『ハルクVSウルヴァリン』
ウルヴァリンの行く手を阻む存在として、セイバートゥース、レディ・デスストライク、オメガレッドとともに登場。
原語版担当者はノーラン・ノースで、日本語版は落合弘治。なお、ノースはこの作品の後もいくつかの作品でデッドプールの声を当てている。
日本語での一人称は「僕ちゃん」、複数形では「俺達」。
『アルティメット・スパイダーマン』
カメオ出演を幾度かおこなったのち、第2シーズン第41話『アルティメット・デッドプール』にて、スパイダーマンの前にS.H.I.E.L.D.の若手ヒーローチームに所属していた人物として登場。
原語版担当者はウィル・フリードルで、日本語版担当者は内田岳志。
スパイダーマンとの間で「妄想バトル」と称する、相手の空想シーンに介入して勝手に内容を書き換えてダメージを与えるバトルを繰り広げた。
『ディスク・ウォーズ:アベンジャーズ』
第27話・第30話に出演。声優は子安武人。
第27話での「日本よ、これがデッドプールだ!」は、『アベンジャーズ』（2012年の映画作品）の宣伝フレーズ「日本よ、これが映画だ。」から、「地獄からの使者、デッドプール！」は『スパイダーマン』（東映作品版）の名乗り台詞からの地口。第30話の「メンコにして遊ぶっていうのも」は玩具「バチ魂バット」のパロディ。
一人称は「俺ちゃん」。人気投票では1位を独占するに至った。
シリーズ構成担当者のキング・リュウは「デッドプールは『ディスク・ウォーズ:アベンジャーズ』の中で魅力を十分に表現できないだろう」という考えから、当初デッドプールをこの番組に登場させることに反対していたが、ディズニーから登場させるよう命じられ、更に提出した脚本にほとんど修正の指示が入らなかったことを自身のTwitterで明かした。

### ゲーム
『MARVEL VS. CAPCOM 3 Fate of Two Worlds』
プレイヤーキャラの一人として登場。声は"Hulk Vs. Wolverine"から続投する形でノーラン・ノースが当てた。
昇龍拳を使う、ライフゲージなどを引っこ抜いて相手を殴るといった多彩な技が特徴で、画面の前にいるプレイヤーに話しかける『第四の壁を破壊する』演出もしっかり反映されている。赤い衣装、不死という共通点を持つデビルメイクライの主人公　ダンテと、そのクレイジーな性格が比較されることが多い。
『Deadpool』
主人公として登場。原語版担当者はノーラン・ノース。
発売前の2012年、サンディエゴ・コミコンで開かれた制作発表にデッドプールが乱入してくる演出が話題となった。SOCOMピストルを元にした拳銃やオリジナル武器、ガン＝カタなどの特殊技を使う。
『MARVEL SNAP』
日本語版担当者は福山潤。

### 漫画
デッドプール：SAMURAI
マーベルとウェブコミック配信サイト『少年ジャンプ+』（集英社）とのコラボレーション漫画。いずれも原作は笠間三四郎、作画は植杉光で、『少年ジャンプ+』や作者などのメタフィクションネタが織り交ぜられている。2022年のサンディエゴ・コミコンにて「Worst Manga」に選定された。
読み切り版
2019年10月16日に公開された。江戸時代に現れたデッドプールが、少女をさらおうとする偽水戸光圀一行に立ち向かう。終盤には、（柱コメントによれば「諸事情で来れないケーブルの代わりに来た」）ウルヴァリンも人間態で登場する。
連載版（1st season）
2020年12月10日に短期連載が開始された。第3話まで毎週更新、第4話以降は隔週更新で2021年6月24日まで連載された。全2巻。現代の日本に現れたデッドプールが、現地で設立されたアベンジャーズ公認組織「サムライスクワッド」に加入する。また、本作でもアベンジャーズのメンバーが登場する。
- 植杉光、笠間三四郎『デッドプール：SAMURAI 1』集英社、2021年3月4日。ISBN 978-4-08-882656-1。
- 植杉光、笠間三四郎『デッドプール：SAMURAI 2』集英社、2021年7月2日。ISBN 978-4-08-882717-9。

2nd season
『少年ジャンプ+』で2024年8月8日に新連載『Secret★Steward』として更新された。8月15日更新から『デッドプール：SAMURAI 2nd season』にタイトルが修正された。
- 植杉光、笠間三四郎『デッドプール：SAMURAI 3』集英社、2024年12月4日。ISBN 978-4-08-884347-6。

## 出版情報
- Cable & Deadpool:
  - Ultimate Collection Book 1 (collects Cable & Deadpool #1-18, 440 pages, March 2010, ISBN 0-7851-4313-0) previously collected as:
    - Volume 1: If Looks Could Kill (collects Cable & Deadpool #1-6, 136 pages, December 2004, ISBN 0-7851-1374-6)
    - Volume 2: The Burnt Offering (collects Cable & Deadpool #7-12, 144 pages, May 2005, ISBN 0-7851-1571-4)
    - Volume 3: The Human Race (collects Cable & Deadpool #13-18, 144 pages, November 2005, ISBN 0-7851-1763-6)

  - Ultimate Collection Book 2 (collects Cable & Deadpool #19-35, 424 pages, July 2010, ISBN 0-7851-4821-3) previously collected as:
    - Volume 4: Bosom Buddies (collects Cable & Deadpool #19-24, 144 pages, April 2005, ISBN 0-7851-1869-1)
    - Volume 5: Living Legends (collects Cable & Deadpool #25-29, 144 pages, August 2006, ISBN 0-7851-2041-6)
    - Volume 6: Paved With Good Intentions (collects Cable & Deadpool #30-35, 144 pages, May 2007, ISBN 0-7851-2233-8)

  - Ultimate Collection Book 3 (collects Cable & Deadpool #36-50 and Deadpool/GLI: Summer Fun Spectacular, 424 pages, October 2010, ISBN 0-7851-4920-1) previously collected as:
    - Volume 7: Separation Anxiety (collects Cable & Deadpool #36-42, 176 pages, September 2007, ISBN 0-7851-2523-X)
    - Deadpool vs. The Marvel Universe (collects Cable & Deadpool #43-50, 192 pages, May 2005, ISBN 0-7851-3273-2)
- Deadpool: The Circle Chase (collects Deadpool: The Circle Chase, 96 pages, Marvel Comics, March 1997, ISBN 0-7851-0259-0)
- Deadpool II: Sins of the Past (collects Deadpool: Sins of the Past Z#1-4, 96 pages, Marvel Comics, January 1997, ISBN 0-7851-0554-9)
- Deadpool (Panini Comics):
  - Volume 1 (collects Deadpool: The Circle Chase and Deadpool: Sins of the Past #1-4, 196 pages, June 2008, ISBN 1-905239-84-X)
  - Volume 2 (collects Deadpool vol. 2 #1-9, 308 pages, July 2009, ISBN 1-84653-427-5)
  - Volume 3: You Only Die Twice (collects Deadpool vol. 2 #10-17 and 0, 244 pages, June 2010, ISBN 1-84653-453-4)
- Deadpool Classic (Marvel Comics):
  - Volume 1 (collects New Mutants #98, Deadpool: The Circle Chase, Deadpool: Sins of the Past #1-4, and Deadpool (vol. 1) #1, 264 pages, May 2008, ISBN 0-7851-3124-8)
  - Volume 2 (collects Deadpool (vol. 1) #2-8 and -1, and Daredevil/Deadpool Annual 1997, 256 pages, April 2009, ISBN 0-7851-3731-9)
  - Volume 3 (collects Deadpool (vol. 1) #9-17, and Amazing Spider-Man #47, 280 pages, November 2009, ISBN 0-7851-4244-4)
  - Volume 4 (collects Deadpool (vol. 1) #18-25, Deadpool #0, and Deadpool & Death Annual 1998, 296 pages, February 2011, ISBN 0-7851-5302-0)
  - Volume 5 (collects Deadpool (vol. 1) #26-33, Baby's First Deadpool Book, and Deadpool Team-Up #1, 272 pages, June 2011, ISBN 0-7851-5519-8))
  - Volume 6 (collects Deadpool (vol. 1) #34-45, and Black Panther #23, 312 pages, February 2012)
  - Volume 7 (collects Deadpool (vol. 1) #46-56, and X-Men Unlimited (the deadpool story) #28, 272 pages, August 2012)
  - Volume 8 (collects Deadpool (vol. 1) #57-64, 272 pages, April 2013 ISBN 978-0-7851-6732-7))
  - Volume 9 (collects Deadpool (vol. 1) #65-69, and Agent X #1-6, 272 pages, January 7th 2014 ISBN 978-0-7851-8513-0))
  - Volume 10 (collects Agent X #7-15, 296 pages, November 2014[要出典])
- Wolverine/Deadpool: Weapon X (collects Wolverine #162-166 and Deadpool (vol. 1) #57-60, 200 pages, Marvel Comics, August 2002, ISBN 0-7851-0918-8))
- Deadpool:
  - Volume 1: シークレット・インベージョン (collects Deadpool vol. 2 #1-5, 120 pages, Marvel Comics, hardcover, March 2009, ISBN 0-7851-3273-2), softcover, July 2009, ISBN 0-7851-3273-2))
  - Volume 2: Dark Reign (collects Deadpool vol. 2 #6-7 and 10-12, 112 pages, Marvel Comics, hardcover, September 2009, ISBN 0-7851-3980-X), softcover, December 2009, ISBN 0-7851-3274-0))
  - Dark Reign: Deadpool/Thunderbolts (collects Deadpool vol. 2 #8-9 and Thunderbolts #130-131, 96 pages, Marvel Comics, softcover, July 2009, ISBN 0-7851-4090-5)
  - Volume 3: X Marks the Spot (collects Deadpool vol. 2 #13-18, 144 pages, Marvel Comics, March 2010, hardcover, ISBN 0-7851-4311-4), softcover, ISBN 0-7851-4040-9))
  - Volume 4: Monkey Business (collects Deadpool vol. 2 #19-22, and Hit-Monkey One-Shot, 120 pages, Marvel Comics, hardcover, July 2010, ISBN 0-7851-4530-3), softcover, December 2010, ISBN 0-7851-4531-1)
  - Volume 5: What Happens in Vegas (collects Deadpool vol. 2 #23-26, 120 pages, Marvel Comics, hardcover, October 2010, ISBN 0-7851-4532-X, softcover, March 2011)
  - Volume 6: I Rule, You Suck (collects Deadpool vol. 2 #27-31, 120 pages, Marvel Comics, hardcover, March 2011, softcover, July 2011)
  - Volume 7: Space Oddity (collects Deadpool vol. 2 #32-35, 33.1, 120 pages, Marvel Comics, hardcover, June 2011, softcover, November 2011)
  - Volume 8: Operation Annihilation (collects Deadpool vol. 2 #36-39, and Deadpool vol. 2 #4, 112 pages, Marvel Comics, hardcover, October 2011, softcover, April 2012)
  - Volume 9: Institutionalized (collects Deadpool vol. 2 #40-44, 120 pages, Marvel Comics, hardcover, January 2012, softcover, June 2012)
  - Volume 10: Evil Deadpool (collects Deadpool vol. 2 #45-49, 49.1, 144 pages, Marvel Comics, hardcover, April 2012)
  - Volume 11: DEAD (collects Deadpool vol. 2 #50-63, 328 pages, Marvel Comics, hardcover, December 2012, ISBN 0-7851-6242-9)
- Deadpool: Suicide Kings (collects Deadpool: Suicide Kings #1-5 and Deadpool: Games of Death, 152 pages, Marvel Comics, hardcover, October 2009, ISBN 0-7851-4172-3, premiere hardcover, February 2010, ISBN 0-7851-4041-7, softcover, April 2010, ISBN 0-7851-4041-7)
- Deadpool: Merc With a Mouth, Volume 1 - Head Trip (collects Deadpool: Merc With a Mouth #1-13, 328 pages, premiere hardcover, October 2010, ISBN 0-7851-4534-6, softcover, March 2010, ISBN 0-7851-4407-2)
- Deadpool Corps:
  - Deadpool Corps Prelude (collects Prelude to Deadpool Corps #1-5, 120 pages, Marvel Comics, premiere hardcover, July 2010, ISBN 0-7851-4752-7, softcover, January 2011)
  - Volume 1: Pool-pocalypse Now (collects Deadpool Corps #1-6, 168 pages, hardcover, October 2010, ISBN 0-7851-4824-8, softcover, April 2011)
  - Volume 2: You Say You Want A Revolution (collects Deadpool Corps #7-12, 144 pages, hardcover, May 2011, softcover, December 2011)
- Deadpool Team-Up:
  - Volume 1: Good Buddies (collects Deadpool Team-Up #899-894, 144 pages, Marvel Comics, hardcover, August 2010, ISBN 0-7851-4528-1, softcover, December 2010, ISBN 0-7851-4529-X)
  - Volume 2: Special Relationship (collects Deadpool Team-Up #893-889, 192 pages, Marvel Comics, hardcover, December 2010, ISBN 0-7851-4711-X, softcover, June 2011)
  - Volume 3: BFF's (collects Deadpool Team-Up #888-883, Wolverine/Deadpool: The Decoy, 168 pages, Marvel Comics, hardcover, May 2011, softcover, November 2011)
- Deadpool MAX:
  - Volume 1: Nutjob (collects Deadpool MAX #1-6, 144 pages, Marvel Comics, hardcover, June 2011, softcover, December 2011)
  - Volume 2: Involuntary Armegeddon (collects Deadpool MAX #7-12, 144 pages, Marvel Comics, hardcover, December 2011)
  - Volume 3: Second Cut (collects Deadpool MAX 2 #1-6 and Deadpool MAX X-Mas Special, 176 pages, Marvel Comics, hardcover, May 2012)
- Deadpool: Wade Wilson's War (collects Wade Wilson's War #1-4, 104 pages, Marvel Comics, hardcover, December 2010, ISBN 0-7851-4585-0, softcover, June 2011)
- Deadpool: Pulp (collects Deadpool: Pulp #1-4, 112 pages, Marvel Comics, hardcover, March 2011, softcover, August 2011)
- Deadpool: The Dead-Head Redemption (collects Deadpool #900, #1000, Captain America: Who Won't Wield The Shield, and Marvel Digital Holiday Special: Merry Freakin' Christmas, 240 pages, Marvel Comics, softcover, June 2011)
- Deadpool/Amazing Spider-Man/Hulk: Identity Wars (collects Amazing Spider-Man Annual #38, Deadpool Annual Vol. 2 #1, and Incredible Hulks Annual #1, 112 pages, Marvel Comics, hardcover, September 2011)
- Deadpool: All in the Family (collects Deadpool Family, Cable (vol. 2) #25, and Deadpool and Cable #26, 112 pages, Marvel Comics, softcover, September 2011)
- Fear Itself: Deadpool/Fearsome Four (collects Fear Itself: Deadpool #1-3, and Fear Itself: Fearsome Four #1-4, 168 pages, Marvel Comics, hardcover, February 2012)
- Deadpool Kills the Marvel Universe (collects Deadpool Kills the Marvel Universe #1-4, 96 pages, Marvel Comics, softcover, November 2012)
- Deadpool Killustrated  (collects Deadpool Killustrated #1-4, 96 pages, Marvel Comics, softcover, July 2013)
- Deadpool Kills Deadpool  (Collects Deadpool Kills Deadpool #1-4, 96 pages, Marvel Comics, softcover, December 2013)
- Night of the Living Deadpool  (collects Night of the living Deadpool #1-4, 96 pages, Marvel Comics, softcover, June 2014)
- Deadpool (Marvel Now!):
  - Volume 1: Dead Presidents (collects Deadpool (Marvel Now!) vol. 3 #1-6, 154 pages, Marvel Comics, softcover, May 2013)
  - Volume 2: Soul Hunter (collects Deadpool (Marvel Now!) vol. 3 #7-12, 137 pages, Marvel Comics, softcover, August 2013)
  - Volume 3:The Good, the Bad and the Ugly (collects Deadpool (Marvel Now!) vol. 3 #13-19, 160 pages, Marvel Comics, softcover, January 2014)
- Deadpool vs. Carnage #1-4, (Started April 2014)